# Прапор Баштанки
Пра́пор Башта́нки затверджений 12 грудня 2002 р. рішенням № 5 сесії Баштанської міської ради.

## Опис
Прямокутне полотнище зі співвідношенням сторін 2:3 складається з трьох горизонтальних смуг блакитного, білого і жовтого кольорів з співвідношенням 1:2:1. У центрі білої смуги половина блакитного зубчастого колеса, на яку покладено три жовтих колоса, поверх них зелений курган із чорною вишкою. З кургану виходять дві чорних піки з червоними прапорцями, нахилені до верхніх кутів полотнища.